# Leon Rupnik
Leon Rupnik (ime tudi Leo, Lev, Lav), slovenski general in politik, * 10. avgust 1880, Lokve; † 4. september 1946, Ljubljana (usmrčen).

## Življenjepis
Leon Rupnik se je rodil 10. avgusta 1880 na Lokvah pri Čepovanu kot sin cesarsko-kraljevega gozdarja Franca Rupnika in Ane Ogrizek. Osnovno šolo je obiskoval v Idriji, nato pa ga je oče poslal v benediktinsko gimnazijo v Št. Pavel na Koroškem. Tam je pouk potekal v nemščini. Naslednje leto se je vpisal v nemško paralelko na Ljubljanski gimnaziji. Po končani nižji gimnaziji je v letih od 1895 do 1899 obiskoval kadetnico v Trstu. Leta 1905 se je po nekaj menjavah dolžnosti kot aktivni oficir vpisal na generalštabno šolo na Dunaju. Tam so ga visoko cenili zaradi vojaške nadarjenosti, mirnosti in odločnosti, hkrati pa so mu očitali pomankanje diplomatskih sposobnosti in premajhno prožnost za vodenje v velikem merilu. V študiji habsburških oficirjev so ga ocenili kot sposobnega, a ne povsem prilagodljivega svojem okolju, zato ga tudi oficirski kolektiv ni nikoli sprejel za svojega. Po končani šoli se je kot poveljnik trdnjave v Nevesinju in kasneje kot generalštabni častnik v Mostarju zelo izkazal in leta 1913 je bil povišan v stotnika. Takrat se je tudi prvič poročil.
Med 1. svetovno vojno je kot avstro-ogrski častnik sodeloval pri napadu na Srbijo, kjer je bil tudi dvakrat odlikovan za hrabrost. Leta 1915 je bil prestavljen na italijansko fronto, kjer je bil prav tako odlikovan, leta 1916 pa na rusko fronto. Dobil je celo eno najvišjih avstro-ogrskih odlikovanj, viteški križec Leopoldovega reda prvega razreda. Konec vojne je dočakal kot načelnik štaba Boke Kotorske. 
V Vojsko Kraljevine Srbov, Hrvatov in Slovencev (pozneje VKJ) je prestopil leta 1919 kot generalštabni major. V njej je nato vsake štiri leta redno napredoval. Leta 1933 je postal brigadni general, 1937 pa divizijski. Služboval je na različnih dolžnostih in za to prejel več odlikovanj. Leta 1938 je bil premeščen v Ljubljano, kjer je vodil gradnjo obrambnih položajev – Rupnikove linije po celotni tedanji državi. Ko se je začela vojna, je postal načelnik štaba 1. skupne armade v Zagrebu, ki naj bi branila zahodno in severozahodno mejo z Italijo in Nemčijo. Po kapitulaciji jugoslovanske kraljeve vojske, se je iz kratkotrajnega nemškega vojaškega pripora, kjer se je znašel takoj po okupaciji , zatekel v Celje, nato pa se je po nekaj mesecih preselil v Ljubljano. Kljub nasprotovanju komunizmu se takrat še ni začel ukvarjati s politiko. 
Septembra 1941 so nanj streljali pripadniki VOS-a in ga lažje ranili, spomladi 1942 pa ga je italijanska fašistična okupacijska oblast skupaj z drugimi častniki bivše jugoslovanske vojske internirala v taborišče Gonars. 
Od tam je bil odpuščen maja istega leta skupaj z ostalimi častniki, starejšimi od 55 let, nakar se je vrnil v Ljubljano. 

## Kolaboracija
Odkrito je začel sodelovati z italijanskim okupatorjem junija 1942 po odstopu dotedanjega ljubljanskega župana Jura Adlešiča, nakar je postal župan Ljubljane na predlog Emilia Graziolija, ki je bil takrat prefekt italijanskega okupacijskega območja. Bil je odločen protikomunist, zato je okupatorju predložil načrt za vojaško sodelovanje posebnih slovenskih enot proti narodnoosvobodilnemu gibanju, predvsem proti Komunistični partiji.
Rupnikovo sodelovanje z okupatorjem so obsodili v Slovenski zavezi. Jugoslovanska vlada v Londonu mu je na njihovo zahtevo odvzela generalski čin in to oznanila na londonskem radiu BBC.
Rupnik je bil že od samega začetka zelo protikomunistično usmerjen. Kot nekateri drugi zahodni generali tistega časa (na primer ameriški general G.S. Patton), je v komunizmu videl večje zlo od nacizma in fašizma, zato je bil v boju proti prvemu pripravljen sodelovati tudi s slednjima. Njegova kolaboracija je bila večplastna, od upravne, ideološke in vojaške. Svoje vloge kolaboranta se je že od začetka zavedal in jo je tudi zavestno sprejel, ker je menil, da mora biti advokat naroda v odnosih z okupacijsko oblastjo. Nekoč naj bi bil celo izjavil: »Če je za ta narod treba žreti drek, ga bom tudi požrl.« Kolaboracijo in s tem tudi domobransko vojsko je videl kot potrebno za preživetje slovenskega naroda, predvsem kot sredstvo v boju in obrambi proti komunističnemu nasilju, ki je v prvih letih 2. svetovne vojne med Slovenci zahtevalo veliko civilnih žrtev. Domobranci so Nemce torej potrebovali za oborožitev v boju proti komunizmu, Nemci pa njih za boj proti komunističnemu narodno osvobodilnemu gibanju. Hkrati je bilo v tistem času že jasno, da bo Nemčija vojno po vsej verjetnosti izgubila in se je bíl boj za to, kdo bo po koncu vojne prevzel oblast v Sloveniji. Rupnik si vsekakor ni želel, da bi to bili komunisti, ki so bili dobro organizirani že vse od napada sil osi na Kraljevino Jugoslavijo aprila 1941, partizani pa so bili uradno priznani od zahodnih zaveznikov že od leta 1943 kot zavezniška vojska.

Rupnik je bil notorni antisemit. Ko so ga Nacisti postavili za generalnega inšpektorja slovenskega domobranstva, je v priložnostnem govoru rekel: »Da je partizane omamil in kupil Žid z nalogo, da uničijo slovenski narod in da je na strani slovenskega naroda nemški vojak, ki se bojuje proti svetovnemu židovstvu.« Tudi v ostalih govorih domobrancem Rupnik je redno napadal Jude. Ob drugi domobranski prisegi Hitlerju in SS-u, 30.1.1945, je Rupnik med drugim izjavil:
»Kdo so naši sovražniki? To so oni ljudje in narodi, ki si utvarjajo, da bo Žid z njimi delil svoje gospostvo in svoj plen in verujejo v zlatega moloha. Pustili so se po Židih nalagati, opehariti, kupiti in prisiliti v topovsko krmo in so v varljivem upanju na lažni raj postali neodločno orodje svojih židovskih gospodarjev in tako morilci, roparji, požigalci in grabežljive, krvoločne zveri. V kolikor te zveri prihajajo z vzhoda, so to boljševiki, pomagajo pa jim kot brezvestno, zaslepljeno orodje tisti, ki smo jih morali spoznati kot bogataške gangsterje z zapada.« - Slovenec, 31. 1. 1945
Nemci so na domobrance gledali kot na pomožne policijske enote v službi Rajha. Rupnik je domobrancem poveljeval le navidezno, saj niso dovolili da bi poveljeval vojaškemu delu formacije. Prepustili so mu civilno oblast v Ljubljanski pokrajini, vendar tudi to bolj simbolno. Leona Rupnika je na položaj pokrajinske ljubljanske uprave postavil Friedrich Rainer na predlog  škofa Gregorija Rožmana.
V resnici je pokrajinsko upravo vodil nemški okupator. Neposredni nadzor nad Rupnikovim upravljanjem sta imela nemška svetovalca, esesovski general Erwin Rösener, ki je vodil policijski štab za boj proti partizanom in Hermann Doujak, Rainerjev politični svetovalec za Ljubljansko pokrajino. Vsak svoj javni govor je moral Rupnik predhodno predložiti nemški cenzuri. Nemci so mu tudi določali, kdaj lahko nastopa v uniformi. Po ustanovitvi Slovenskega domobranstva konec septembra 1943 se je Rupnik razglasil za komandanta, a mu je Rösener ta naziv po nekaj dneh odvzel. Pobudo za ustanovitev so Rupniku dali politiki SLS, Rupnik pa jo je nato posredoval Rösenerju. Ta je postavil za poveljnika polkovnika Franca Krenerja, ki pa ni bil pogodu niti Rupniku niti katoliškim politikom, saj so ga sumili, da je naklonjen liberalcem.
Rupnik ni bil strankarsko opredeljen; po njegovem je bilo domobranstvo nadstrankarsko, saj naj bi strankarstvo škodovalo bojni morali, politične stranke pa naj bi se po njegovem med seboj borile le za oblast. Zaradi tega v protikomunističnem taboru ni imel večje podpore in avtoritete. Kljub temu so se nanj obračali z raznimi zahtevami in prošnjami . V njegov krog so spadali mladi in ambiciozni ljudje iz različnih delov protikomunističnega tabora. K njemu so bili poslani predvsem z namenom, da uveljavijo vpliv svoje skupine, saj je v očeh domobrancev, Nemcev in ljudstva, kot predvojni častnik, le imel nekaj spoštovanja.  Nekateri tedanji politiki so ta ožji krog zaničljivo imenovali »otroški vrtec«. 
Nemci mu niso preveč zaupali, vendar so ga kljub temu konec novembra 1944 imenovali za generalnega inšpektorja Slovenskega domobranstva. Tako je hote ali nehote postal simbol kolaboracije in narodne izdaje. Proti koncu vojne, ko so Nemci izgubljali oblast, Rdeča armada pa je bila vse bližje, je postal tudi formalni poveljnik domobrancev. Rupnik in škof Rožman sta marca 1945 predlagala ustaškemu poglavarju, Anteju Paveliću, vojaško in politično zavezo, za nadaljnjo borbo proti komunistom, z namenom da skušajo pridobiti priznanje zahodnih sil za domobrance, ustaše in četnike. (zahodni zavezniki so že od 1943. priznavali in podpirali le partizane, kot tudi dogovor Tito-Šubašić). 5. maja 1945 mu je Rösener odvzel položaj upravitelja Ljubljanske pokrajine in upravljanje prepustil Narodnemu odboru za Slovenijo, kateri naj bi se pogajal z zavezniki o povojni ureditvi.
9. maja 1945, ob koncu vojne v Evropi, se je skupaj z domobransko in nemško vojsko umaknil (pobegnil) na avstrijsko Koroško, kjer se je predal Britancem. Ti so ga nekaj časa zadrževali v Italiji in ga nato 2. januarja 1946 izročili revolucionarnim oblastem v povojni Jugoslaviji. Bil je glavni obtoženec v t. i. Rupnikovem procesu. 
27. avgusta istega leta so ga obsodili na smrt z ustrelitvijo. Lokacija njegovega groba je še danes neznana, sodbo pa je leta 2020 Vrhovno sodišče Republike Slovenije rezveljavilo. 
Pravno formalno je bil Leon Rupnik vojak v službi več različnih držav, sporno pa je njegovo politično delovanje med 2. svetovno vojno. Kot zagrizen sovražnik Židov in posebej komunistične revolucije je bil razglašen za narodnega izdajalca.

## Rupnikov proces
Rupnikov proces, ki je potekal pred vojaškim sodiščem IV. armade v Ljubljani, je bil politični proces, na katerem so po drugi svetovni vojni sodili pomembnim okupatorjevim sodelavcem in izvajalcem okupatorjeve politike. 
Proces se je začel 21. avgusta 1946, obtožnica pa je vsebovala enajst točk. Na procesu je bil Leon Rupnik spoznan za krivega izdaje in sodelovanja z okupatorjem. Proces se je končal 30. avgusta, poleg nekaj dolgotrajnih zapornih kazni pa so bile izrečene tudi tri smrtne. Na smrt z obešenjem so obsodili SS-Obergruppenführerja Erwina Rösenerja in Lovra Hacina. Leon Rupnik je bil obsojen na usmrtitev pred strelskim vodom.
Januarja 2020 je Vrhovno sodišče v celoti razveljavilo obsodbo, saj ta ni bila v skladu s pravnimi načeli, ki so veljali v času sojenja. Sodišče je presodilo, da po zakonih in pravu takratnega časa, sodba vojaškega sodišča v nekaterih točkah ni bila obrazložena. Senat vrhovnih sodnikov je obrazložitev delno ali v celoti pogrešil pri petih izmed enajstih očitanih dejanj iz sodbe, za enega izmed teh pa so presodili tudi, da sploh ne izpolnjuje znakov kaznivega dejanja – Rupnikovo ravnanje je sicer predstavljalo eno kaznivo dejanje z različnimi (enajstimi) izvršitvenimi oblikami.
Center Simon Wiesenthal v Jeruzalemu je s pismom veleposlanici Slovenije v Izraelu protestiral proti »sramotni razveljavitvi sodbe antisemitu Rupniku, ki je bil odgovoren za aretacijo in deportacijo ljubljanskih Judov v nacistična koncentracijska taborišča«. Sodbo so med drugim označili za šokantno izkrivljanje zgodovine holokavsta in grozljivo žalitev za številne Rupnikove žrtve in njihove družine.

## Usmrtitev
Izvršitev smrtne obsodbe je bila določena za 4. september 1946. Leona Rupnika je na strelišče pod Golovcem ob 16. uri popoldne pripeljal avtomobil. 
Sodba je bila izvršena s streli iz sedmih pušk (sedmi naboj je bil vadbeni). 
Prva krogla je zgrešila cilj, druga je zadela vrat, tri so zadele prsni koš, šesta pa je prestrelila srce.
Natančen čas smrti naj bi bil ob štirih in petnajst minut popoldan. 
Rupnikovo truplo je bilo nato odpeljano in pokopano na neznanem kraju.

## Napredovanja
- 1899 – praporščak
- 1. november 1900 – poročnik Avstro-ogrske vojske
- 1. maj 1906 – nadporočnik Avstro-ogrske vojske
- 1. november 1913 – stotnik Avstro-ogrske vojske
- 21. maj 1919 – major VSHS
- 1. marec 1923 – podpolkovnik VKJ
- 28. junij 1927 – polkovnik VKJ
- 31. december 1937 – divizijski general VKJ

## Odlikovanja

### Avstro-ogrska monarhija
- vojaški jubilejni križ 1908
- vojaški spominski križ za mobilizacijo 1912-1913
- oficirski križ za zasluge III. stopnje z vojnim okrasjem (2. november 1914)
- oficirski križ za zasluge III. stopnje z vojnim okrasjem (6. junij 1915)
- zaslužna medalja za oficirje s trakom križa za vojne zasluge (julij 1915)
- red železne krone III. stopnje (december 1915)
- veliki križ I. stopnje (11. februar 1918)
- viteški križ Leopoldovega reda (11. februar 1918)

### Kraljevina Jugoslavija
- red belega orla IV. stopnje (1920)
- red sv. Save IV. stopnje (1922)
- red Karađorđeve zvezde IV. stopnje (1928)
- red jugoslovanske krone IV. stopnje (1930)
- red jugoslovanske krone III. stopnje (1933)
- red jugoslovanske krone II. stopnje (1936)